# Android Éclair
 (février 2018).
Si vous disposez d'ouvrages ou d'articles de référence ou si vous connaissez des sites web de qualité traitant du thème abordé ici, merci de compléter l'article en donnant les références utiles à sa vérifiabilité et en les liant à la section « Notes et références ».
Android Éclair est un nom de code du système d'exploitation mobile Android développé par Google. Il correspond aux versions 2.0 et 2.1 du système d'exploitation mobile Android ; ces versions ne sont plus supportées. Dévoilé le 26 octobre 2009, Android 2.0, puis Android 2.1 en 2010, apportent des changements significatifs à Android 1.6 Donut.

## Caractéristiques
L'écran d'accueil par défaut d’Éclair affiche une barre de recherche Google persistante en haut de l'écran. L'application de la caméra a également été repensée avec de nombreuses nouvelles fonctionnalités de l'appareil photo, y compris le support du flash, du zoom numérique, du mode scène, de la balance des blancs, de l'effet de couleur et de la mise au point macro. L'application galerie de photos contient également des outils de retouche photo de base. Cette version incluait également l'ajout de fonds d'écran animés, permettant l'animation des images de fond de l'écran d'accueil pour montrer le mouvement. Le discours-texte a été introduit en remplacement de la virgule.
Android Éclair hérite des ajouts de plate-forme de la version Donut, de la possibilité de rechercher tous les messages SMS et MMS enregistrés, de l'amélioration de Google Maps 3.1.2 et du support Exchange pour l'application E-mail. Le système d'exploitation fournit également une vitesse de frappe améliorée sur le clavier virtuel, ainsi que de nouvelles API d'accessibilité, de calendrier et de réseau privé virtuel. Pour la navigation sur Internet, Android Éclair ajoute également la prise en charge de HTML5, de l'interface utilisateur du navigateur actualisée avec des miniatures de signets et du double-clic sur le zoom. Remplacé par la version Android FroYo.